# OreShura
Ore no Kanojo to Osananajimi ga Shuraba Sugiru (яп. 俺の彼女と幼なじみが修羅場すぎる Орэ но канодзё то осананадзими га сюраба сугиру, «Моя девушка и подруга враждуют») или сокращённо OreShura (яп. 俺修羅 Орэсюра) — японский роман, автором которого является Юдзи Юдзи, а иллюстратором — Руроо. Первый том был опубликован издательством SoftBank Creative в феврале 2011 года. В июле 2012 года были выпущены все 5 томов романа. По мотивам романа были выпущены 4 манги и аниме-сериал.

## Сюжет
Эйта Кидо, главный герой, живёт в тётином доме, в провинциальном городке с Тивой Харусаки, подругой детства. Между ними сложились отношения, как между братом и сестрой, в прямом смысле этого слова. Однако их спокойную жизнь нарушает обаятельная Масудзу Нацукава, новенькая в классе, пользующаяся огромной популярностью среди парней. Она внезапно требует, чтобы Эйта притворялся её парнем, но не говорил об этом никому, даже Тиве. Эйта был вынужден согласиться, так как Масудзу шантажировала парня его личным дневником. Позже Масудзу подкупает и Тиву, обещая сделать её более популярной в школе. Трое образуют необычный клуб «как стать популярным» и разрабатывают забавные способы по привлечению к себе внимания. Сам же Эйта должен решить, серьёзны ли будут отношения с Масудзу, и выяснить отношения с Тивой, которая уже не хочет быть просто подругой детства. По мере развития сюжета на сердце Эйты также начнут претендовать «любовница из прошлой жизни» и «невеста» Эйты.

## Персонажи
Эйта Кидо (яп. 季堂 鋭太)
Главный герой истории, ничем не примечательный и умный парень, который собирается после окончания старших классов поступать в медицинскую школу, так как пообещал помочь Тиве. Питает антипатию к чувству любви, так как его родители отказались от сына, когда тот был ребёнком. У Эйты есть альтер эго — «огненный боевой воин», главный герой его фантазий, где он на неведанной планете сражается с драконами и злодеями. Он тщательно скрывает свои фантазии от остальных, но когда Эйта впадает в ярость, он может внезапно превратиться в огненного воина, а окружающие просто думают, что парень сумасшедший. Не проявляет романтических чувств к главным героиням, предпочитая оставаться для них близким другом, но терпеть не может, когда кто-то начинает унижать девушку, защищая её и даже жертвуя собой.В конце принимает чувства Масудзу и они становятся настоящей парой.
Сэйю: Рёта Осака
Масудзу Нацукава (яп. 夏川 真涼)
Фальшивая девушка Эйты. Считается самой красивой девушкой в школе, и когда она устала от внимания парней, решила притвориться девушкой Эйты, сочтя его самым компетентным. Несмотря на то, что без капли смущения заигрывает с Эйтой, так же как и он ненавидит любовь, так как имеет негативный опыт, однако ревнует, когда Эйта уделяет внимание другой девушке. Принадлежит к благородному клану Нацукава, который находится в Швеции. Масудзу — фанатка культовой манги «Приключения Джо Джо» и всё время при разговоре сравнивает события со сценами манги и с её персонажами. В частности утверждает, что первым поцелуем с Эйтой спародировала сцену насильственного поцелуя Дио Брандо и Эрины Пендлетон. После того как узнала, что Тива не знает о манге ДжоДжо, решила что она из Тайваня. После конкурса влюбленных на пляже, влюбляется и признается в любви Эйте
Сэйю: Юкари Тамура
Тива Харусаки (яп. 春咲 千和)
Подружка детства Эйты. Она очень маленького роста, добрая и наивная. Её часто называют по кличке Чихуахуа. Раньше занималась кэндо в начальной школе, но попала в аварию и получила множественные переломы, после чего была вынуждена прекратить любую спортивную деятельность. Эйта же пообещал, что будет всегда помогать ей, и поэтому собирается стать врачом. Тива очень боится, что Эйта может бросить её. Со школы хорошо владеет кэндо и с помощью резиновой дубинки с лёгкостью расправилась с Сакагами и его друзьями. Питает тёплые чувства к Эйте как к брату и одновременно любит его.
Сэйю: Тинацу Акасаки
Химэка Акисино (яп. 秋篠 姫香)
Типичная японская одинокая девушка с большим воображением. Утверждает, что в прошлой жизни была возлюбленной Эйты. Живёт в своих фантазиях, а окружающий мир определяет как параллельное и серое измерение. Любит играть в игры. Когда увидела, как Эйта, защищая Тиву вошёл в роль «огненного рыцаря», к ней якобы вернулись воспоминания из прошлой жизни. Очень спокойная. Другие девушки называют её принцессой (яп. 姫 химэ) из-за схожести названия с её именем.
Сэйю: Хисако Канэмото
Ай Фуюми (яп. 冬海 愛衣)
Член школьного комитета, по её инициативе был закрыт клуб главных героев, формально из-за того, что они нарушали правила, но позже восстановила клуб и стала его членом, чтобы завоевать сердце Эйты. Изначально странно вела себя с парнем, сначала игнорировала его, потом грубила. После того, как призналась (только Эйте) в том, что придумала о парне по имени Мишель, стала следовать за ним. Позже выясняется, что 10 лет назад, Ай и Эйта были друзьями и подписали временную регистрацию брака, что фактически делает их женихом и невестой. Ведёт дневник, как и Эйта. Очень ревнует к Тиве, так как та тоже подруга детства, о которой Эйта не забыл в отличие от Ай.
Сэйю: Ай Каяно
Саэко Ирую (яп. 桐生 冴子)
Тётя Эйты, живёт с ним. В сериале была показана лишь несколько раз. Заботилась об Эйте с того момента, как родители отказались от него. Работает в компании, которая создаёт бисёдзё-игры и поэтому отлично разбирается в данных играх, сравнивая их с различными случаями в реальном мире. Может долго не спать.
Сэйю: Каори Надзука
Каору Асой (яп. 遊井 カオル)
Одноклассник Эйты, часто советуется с ним. Он также друг детства Ай Фуюми. Позже (в манге) выясняется, что это девушка.
Сэйю: Риса Танэда
Мана Нацукава (яп. 夏川 真那)
Младшая сестра Масудзу, появляется всегда при сопровождении охранников. Сначала заявляла, что отец знает, чем Масудзу занимается в Японии и требовала вернуться в Швецию, чтобы не гневать отца. На самом деле она докладывала о действиях сестры, так как очень хотела, чтобы Масудзу вернулась домой. Очень жестокая, так как отобрала дневник у Химэко, зачитав его в слух, и получая удовольствие от того, как девушка плачет.
Сэйю: Нао Тояма

## Роман
Роман Ore no Kanojo to Osananajimi ga Shuraba Sugiru был написан Юдзи Юдзи, а иллюстрирован Руроо. Первый том был опубликован издательством SoftBank Creative в феврале 2011 года. По состоянию на ноябрь 2016 года было выпущено 12 томов романа.

#### Список томов
| №   | Дата публикации       | ISBN                   |
| --- | --------------------- | ---------------------- |
| 1   | 15 февраля 2011 года  | ISBN 978-4-7973-6396-8 |
| 2   | 15 июня 2011 года     | ISBN 978-4-7973-6561-0 |
| 3   | 15 сентября 2011 года | ISBN 978-4-7973-6678-5 |
| 4   | 15 декабря 2011 года  | ISBN 978-4-7973-6815-4 |
| 5   | 14 июля 2012 года     | ISBN 978-4-7973-6971-7 |
| 6   | 15 января 2013 года   | ISBN 978-4-7973-7284-7 |
| 6.5 | 15 февраля 2013 года  | ISBN 978-4-7973-7285-4 |
| 7   | 15 февраля 2014 года  | ISBN 978-4-7973-7555-8 |
| 8   | 15 июля 2014 года     | ISBN 978-4-7973-7735-4 |
| 9   | 15 января 2015 года   | ISBN 978-4-7973-6561-0 |
| 10  | 15 декабря 2015 года  | ISBN 978-4-7973-8324-9 |
| 11  | 15 июня 2016 года     | ISBN 978-4-7973-8751-3 |
| 12  | 15 ноября 2016 года   | ISBN 978-4-7973-8829-9 |

## Манга
Манга, иллюстрированная Нанасукэ, выпускалась издательством Square Enix в выпуске журнала Gangan Joker с июля 2011 года по апрель 2014 года. Первый том манги был опубликован 15 декабря 2011 года, а седьмой и последний 22 апреля 2014 года. Вторая манга-ёнкома, иллюстрированная Маримо под названием Ore no Kanojo to Osananajimi ga Shuraba Sugiru 4-koma выпускалась издательством Square Enix в журнале Young Gangan с 21 октября 2011 года по 5 апреля 2013 года. Два тома манги были выпущены 14 июля 2012 года и 12 января 2013 года. Третья манга, иллюстрированная Синуей Инасэ под названием Ore no Kanojo to Osananajimi ga Shuraba Sugiru+H выпускалась издательством Square Enix в журнале Big Gangan с 25 октября 2011 по 25 октября 2012 года. Два тома манги авторства Инасэ были опубликованы 14 июля и 22 декабря 2012 года. Четвёртая манга, иллюстрированная Муцутакэ, под названием Ore no Kanojo to Osananajimi ga Shuraba Sugiru Ai выпускалась в журнале Big Gangan с 25 декабря 2012 года по 24 августа 2013 года. Единственный её том был издан 22 октября 2013 года.

### Список томов
Ore no Kanojo to Osananajimi ga Shuraba Sugiru
| № | Дата публикации      | ISBN                   |
| - | -------------------- | ---------------------- |
| 1 | 15 декабря 2011 года | ISBN 978-4-7575-3433-9 |
| 2 | 21 апреля 2012 года  | ISBN 978-4-7575-3571-8 |
| 3 | 14 июля 2012 года    | ISBN 978-4-7575-3656-2 |
| 4 | 22 декабря 2012 года | ISBN 978-4-7575-3833-7 |
| 5 | 22 июня 2013 года    | ISBN 978-4-7575-3990-7 |
| 6 | 22 октября 2013 года | ISBN 978-4-7575-4093-4 |
| 7 | 22 апреля 2014 года  | ISBN 978-4-7575-4287-7 |

Ore no Kanojo to Osananajimi ga Shuraba Sugiru 4-koma
| № | Дата публикации     | ISBN                   |
| - | ------------------- | ---------------------- |
| 1 | 14 июля 2012 года   | ISBN 978-4-7575-3658-6 |
| 2 | 12 января 2013 года | ISBN 978-4-7575-3851-1 |

Ore no Kanojo to Osananajimi ga Shuraba Sugiru+H
| № | Дата публикации      | ISBN                   |
| - | -------------------- | ---------------------- |
| 1 | 14 июля 2012 года    | ISBN 978-4-7575-3657-9 |
| 2 | 22 декабря 2012 года | ISBN 978-4-7575-3850-4 |

Ore no Kanojo to Osananajimi ga Shuraba Sugiru Ai
| № | Дата публикации      | ISBN                   |
| - | -------------------- | ---------------------- |
| 1 | 22 октября 2013 года | ISBN 978-4-7575-4094-1 |

## Аниме
Аниме-сериал, созданный по мотивам романа, был выпущен студией A-1 Pictures, режиссёр аниме — Канта Камэй. Сериал начал транслироваться в Японии 6 января 2013 года. Также сериал доступен официально на сайте Crunchyroll с английскими субтитрами. Открытие к аниме «Girlish Love» исполняют Тинацу Касаки, Юкари Тамура, Хисако Канэмото и Ай Каяно, концовку — «W:Wonder» исполняет Юкари Тамура.

#### Список серий
| 01 | Начало моей Жизни в Старшей Школе как Поле Битвы «Ко:ко: Сэйкацу но Сута:то ва Сюраба» (高校生活のスタートは修羅場) | 6 января 2013 года   |
| Эйта живёт с Тивой в доме родственницы. В класс приходит новенькая по имени Масудзу Нацукава, которая позже заставляет согласиться стать Эйту её «фальшивым парнем». | |                      |
| 02 | Основание Нового Клуба на Поле Боя «Атарасий Бу о Кэссэй Ситэ Сюраба» (新しい部を結成して修羅場)                    | 13 января 2013 года  |
| Тива волнуется из-за внезапного появления Масудзу, но та, уговаривает вступить её в свой новый клуб, обещая сделать Тиву более популярной. | |                      |
| 03 | Поле Битвы и Слёзы Подруги Детства «Осананадзими но Намида дэ Сюраба» (幼なじみの涙で修羅場)                        | 20 января 2013 года  |
| Тива, чтобы стать более популярной разыгрывает с Эйтой спектакль в классе с гитарой. Её приглашает на свидание Сакагами, популярный парень среди девушек. | |                      |
| 04 | Борьба за парня на Поле Битвы «Отоко но Татакай ва Сюраба» (男の戦いは修羅場)                                       | 27 января 2013 года  |
| Тива ждёт Сакагами, который намеренно опоздал, и со своими друзьями публично унизил, дав понять, что она никто. Ей на защиту встаёт Эйта, но того избивают. Тива, вооружившись дубинкой, быстро расправляется со всеми неприятелями. | |                      |
| 05 | Правда Любовного Послания на Поле Битвы «Рабу Рэта: но Синсё: ва Сюраба» (ラブレターの真相は修羅場)                 | 3 февраля 2013 года  |
| Эйта видит любовную записку в своём шкафчике. В Японию прибывает младшая сестра Масудзу, заявляя, что её отец знает, чем Масудзу занимается и требует возвращаться домой. После этого девушка чувствует себя подавленно и плохо. | |                      |
| 06 | Поле Битвы где Серый Мир Растерзан в Клочья «Хайиро но Сэкай о Кирисаку Сюраба» (灰色の世界を切り裂く修羅場)        | 10 февраля 2013 года |
| Эйта знакомится со странной девушкой по имени Химэка, которая заявляет, что в прошлой жизни они были любовниками. Главных героев наказывают чистить школьный бассейн. Снова появляется сестра Масудзу, Нана и практически убеждает вернуться в Швецию, заодно издеваясь над Химэкой и Эйтой. Масудзу снова отказывается и требует извинится сестре перед ними. | |                      |
| 07 | Летняя школа превращается в Поле Битвы «Каки Ко:сю на но ни Сюраба» (夏期講習なのに修羅場)                          | 17 февраля 2013 года |
| По непонятной причине, член студенческого комитета Ай Фуюми намеревается закрыть клуб Масудзу. Главные героини глумятся над Ай, говоря, что она им просто завидует. Ай врёт о вымышленном парне-богаче по имени Мишель и распускает клуб. Эйта начинает посещать специальные курсы, чтобы попасть в престижное учебное заведение. Там оказывается и Ай, которая ведёт себя странно с парнем, так как влюбляется в него. Делает неудачную попытку признаться в том, что не имеет парня.                   | |                      |
| 08 | Двойное свидание в кинотеатре - Поле Битвы «Эйгакан W Дэ:то дэ Сюраба» (映画館Wデートで修羅場)                      | 24 февраля 2013 года |
| Ай, Эйта, Каору и Тива отправляются в кинотеатр, параллельно Масудзу через микрофоны следит за диалогами персонажей, чтобы рано или поздно поймать момент, когда Ай признается в том, что у неё нет парня. Во время киносеанса Ай и Тива «изливают» свои души. | |                      |
| 09 | Обещание возвращается на Поле Битвы «Ёмигаэру Якусоку ва Сюраба» (よみがえる約束は修羅場)                           | 3 марта 2013 года    |
| Ай и Эйта случайно сталкиваются и путаются тетрадками с одинаковой обложкой. Эйта читает дневник Ай, и когда Ай понимает, что её дневник у парня, устраивает истерику. Эйта обещает сходить с ней, посмотреть на фейерверки. Ай рассказывает о их совместном прошлом и Эйта вспоминает, что он вместе с ней когда то был в детском саду и пообещал женится на ней через 10 лет. Однако теперь Эйта не хочет оставлять свой штамп и сбегает. Ай возвращает клуб Масудзу и объявляет себя её новым членом. | |                      |
| 10 | Схватка в Летнем Лагере «Нацу Гассюку но Кайги дэ Сюраба» (夏合宿の会議で修羅場)                                    | 10 марта 2013 года   |
| Ай начинает давать свои оригинальные уроки в клубе, по признанию в любви. Позже главные герои совместно отправляются за покупками, девушки ведут между собой борьбу за внимание Эйты. | |                      |
| 11 | Битва в ночь перед Поездкой «Гассюку Дзэнъя но Вакуваку ва Сюраба» (合宿前夜のワクワクは修羅場)                     | 17 марта 2013 года   |
| Саэко предлагает главным героям сэкономить деньги на поездку, приняв участие маркетинге видео-игры, однако не допускает Масудзу, зная о неискренности её отношений с Эйтой. Когда остальные готовятся к поездке на пляж, Эйта осознаёт, что Ай, Химэ и Тива стали слишком хорошими друзьями для Масудзу, чтобы бросать её. | |                      |
| 12 | Исход сражений на Поле Битвы «Бо:ряку но Кэцумацу ва Сюраба» (謀略の結末は修羅場)                                   | 24 марта 2013 года   |
| Поездка на пляж. | |                      |
| 13 | Поле Битвы приносит новый мир «Атарасий Сэкай э но Сюраба» (新しい世界への修羅場)                                   | 31 марта 2013 года   |

## Критика
По мнению представителя сайта Anime News Network, хотя аниме и является классическим гаремом, оно сумело выделиться из ниши «переполненного жанра», в частности, подруги главного героя не выделяются изрядной сексуальностью и слабоумием, а также у каждой девушки есть своя уникальная причина и предыстория быть вместе с героем. Вдобавок «фальшивый друг/жених» является одним из комедийных трюков, проверенных временем. Сам юмор в сериале получился слабым, но порой граничит с искренностью. Сериал стоит похвалить за его красивую графику и цвета.